# Cryptasterias
Genre
Cryptasterias est un genre d'étoiles de mer de la famille des Asteriidae.

## Liste des espèces
Selon World Register of Marine Species (22 janvier 2015) :
- Cryptasterias brachiata Koehler, 1923
- Cryptasterias turqueti (Koehler, 1906)

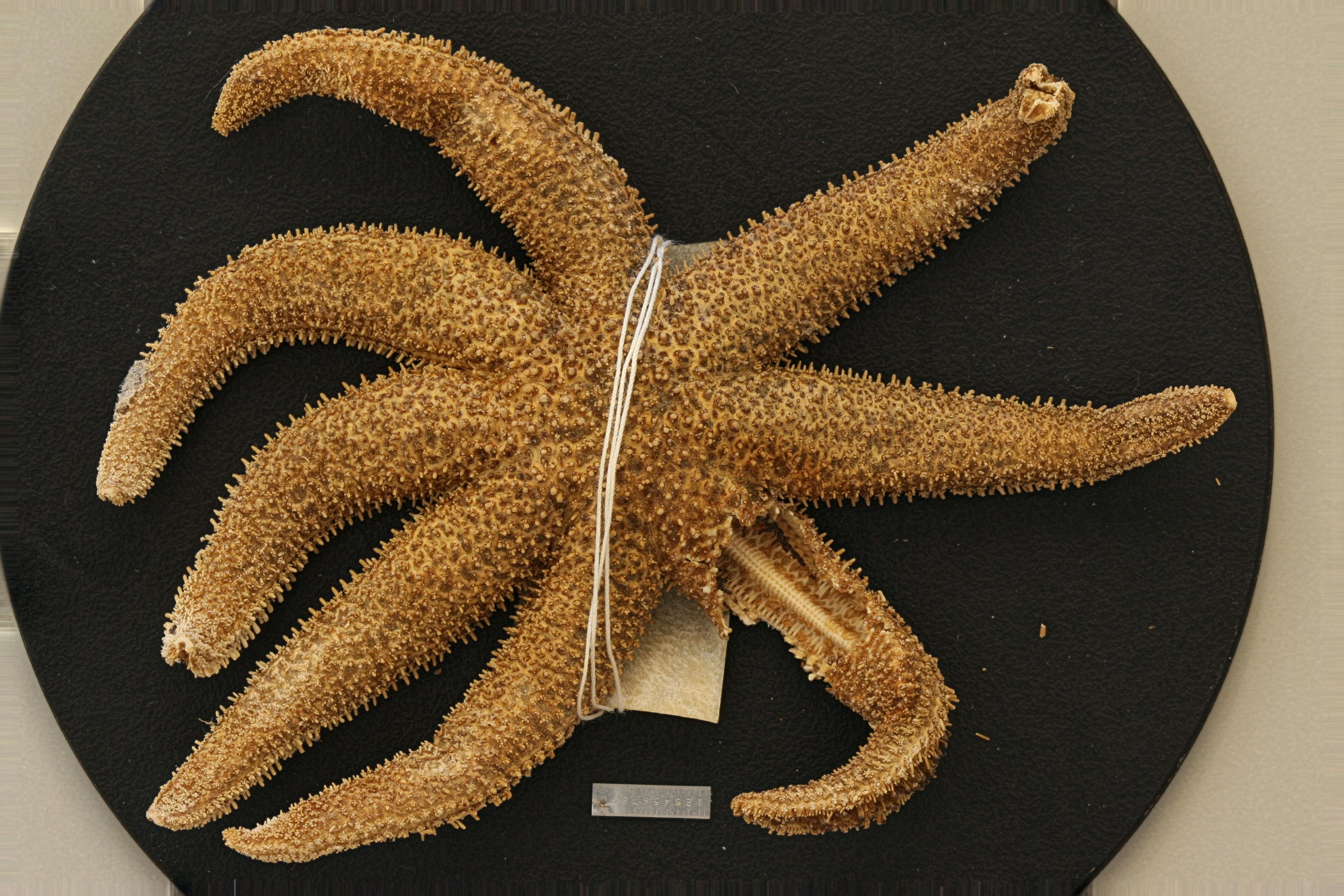
Cryptasterias brachiata
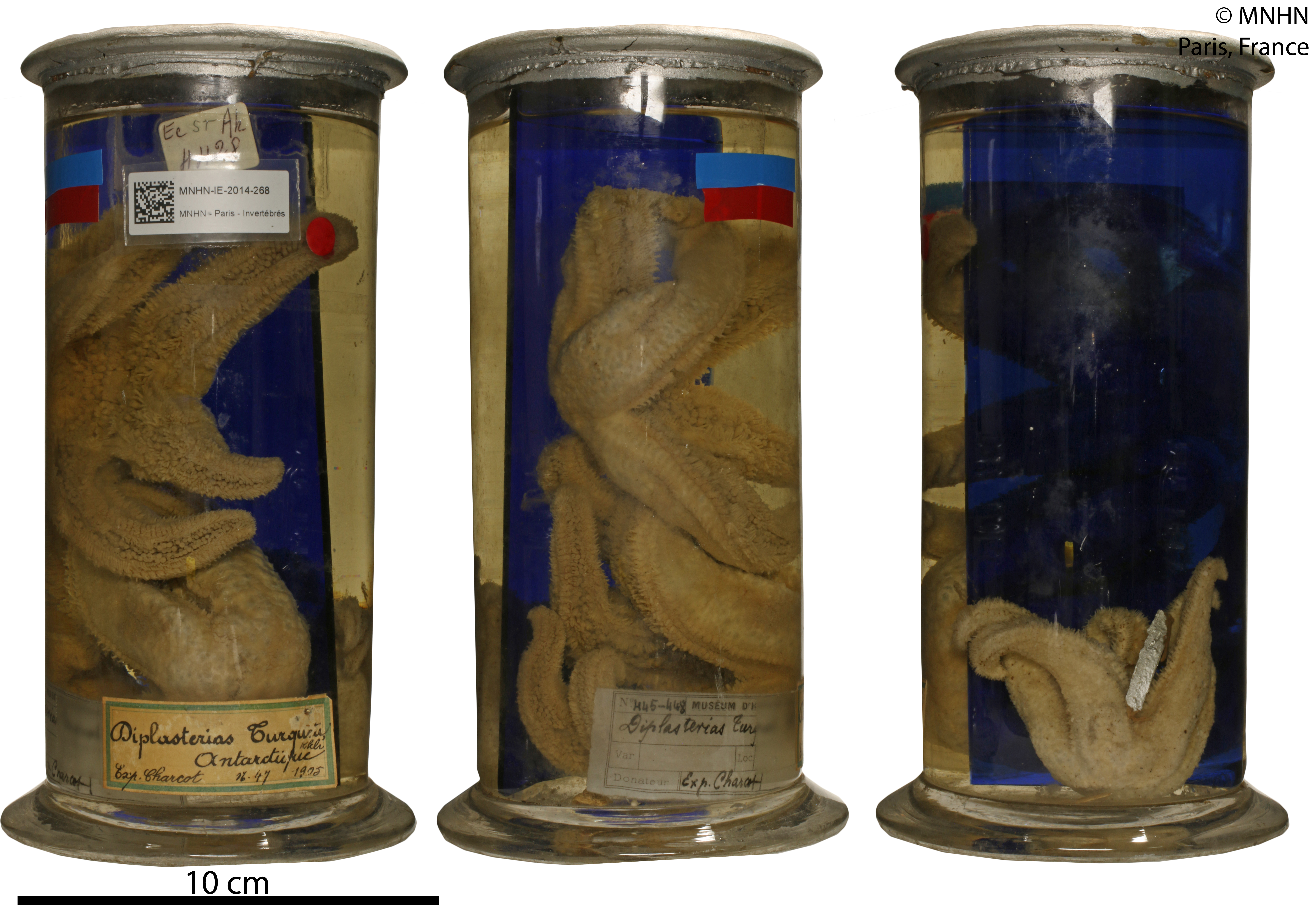
Cryptasterias turqueti